# Pascáis (Lugo)
Pascáis (llamada oficialmente Santalla de Pascais) es una parroquia y una aldea española del municipio de Samos, en la provincia de Lugo, Galicia.

## Otras denominaciones
La parroquia también es conocida por los nombres de Santa Eulalia de Pascais y Santabaia de Pascais.

## Organización territorial
La parroquia está formada por siete entidades de población, constando seis de ellas en el nomenclátor del Instituto Nacional de Estadística español:
- A Pontenova
- Arroxo
- Bao (O Vao)
- Gontán
- Gorolfe
- Pascais
- Teiguín

## Demografía

### Parroquia
| Gráfica de evolución demográfica de Pascáis (parroquia) entre 2000 y 2021 |
|                                                                           |
| Datos según el nomenclátor publicado por el INE.                          |

### Aldea
| Gráfica de evolución demográfica de Pascais (aldea) entre 2000 y 2021 |
|                                                                       |
| Datos según el nomenclátor publicado por el INE.                      |